# Kabwe Warriors
Kabwe Warriors Football Club – zambijski klub piłkarski, grający obecnie w zambijskiej Premier League, mający siedzibę w mieście Kabwe, stolicy Prowincji Centralnej.

## Sukcesy
- I liga[1]:
  - mistrzostwo (5): 1968, 1970, 1971, 1972, 1987.

- Puchar Zambii[2]:
  - zwycięstwo (5): 1967, 1969, 1972, 1984, 1987.

- Challenge Cup[2]
  - zwycięstwo (8):' 1970, 1972, 1989, 1991, 2002, 2003, 2005, 2007.

- Coca Cola Cup[2]
  - zwycięstwo (1):' 2006.

## Występy w afrykańskich pucharach
| Sezon     | Rozgrywki                 | Runda       | Kraj       | Klub                         | Dom | Wyjazd | Dwumecz      |
| --------- | ------------------------- | ----------- | ---------- | ---------------------------- | --- | ------ | ------------ |
| 1972      | Puchar Mistrzów           | 1           | Lesotho    | Majantja FC                  | 9–0 | 2–2    | 11–2         |
| 1972      | Puchar Mistrzów           | 2           | Madagaskar | AS Saint Michel              | 2–1 | 3–0    | 5–1          |
| 1972      | Puchar Mistrzów           | ćwierćfinał | Ghana      | Hearts of Oak                | 2–1 | 2–7    | 4–8          |
| 1973      | Puchar Mistrzów           | 2           | Madagaskar | Fortior Mahajanga            | 4–0 | 3–0    | 7–0          |
| 1973      | Puchar Mistrzów           | ćwierćfinał | Ghana      | Asante Kotoko SC             | 2–1 | 0–2    | 2–3          |
| 1988      | Puchar Mistrzów           | 1           | Kenia      | Shabana FC                   | 4–1 | 0–1    | 4–2          |
| 1988      | Puchar Mistrzów           | 2           | Sudan      | Al-Hilal Omdurman            | 0–0 | 1–3    | 1–3          |
| 1992      | Puchar Zdobywców Pucharów | 1           | Eswatini   | Manzini Sundowns FC          | 3–1 | 3–1    | 6–2          |
| 1992      | Puchar Zdobywców Pucharów | 2           | Egipt      | Al-Ahly Kair                 | 1–0 | 0–1    | 1–1 (k. 1–3) |
| 1993      | Puchar Zdobywców Pucharów | 1           | Burundi    | Prince Louis FC              | –   | 2–1    | 2–1          |
| 1995      | Puchar Zdobywców Pucharów | 1           | Botswana   | Township Rollers             | 4–1 | 1–2    | 5–3          |
| 1995      | Puchar Zdobywców Pucharów | 2           | Zimbabwe   | Blackpool FC                 | 1–3 | 0–0    | 1–3          |
| 1996      | Puchar CAF                | 1           | Reunion    | La Tamponnaise               | –   | –      | –            |
| 1997      | Puchar CAF                | 1           | Namibia    | Chief Santos                 | –   | –      | –            |
| 1997      | Puchar CAF                | 2           | Kenia      | AFC Leopards                 | –   | –      | –            |
| 2002      | Puchar CAF                | 1           | Botswana   | Botswana Defence Force XI FC | –   | –      | –            |
| 2021/2022 | Puchar Konfederacji       | 1           | Madagaskar | CFFA                         | 1–2 | 0–0    | 1–2          |

## Stadion
Domowe mecze klub rozgrywa na stadionie o nazwie Godfrey Chitalu Stadium w Kabwe, który może pomieścić 10 000 widzów.